# Cristina Pardo Virto
Cristina Pardo Virto (Pamplona, 5 de juliol de 1977) és una periodista i presentadora navarresa. Ha cobert la informació del PP per a La Sexta Noticias i presenta Al rojo vivo en absència d'Antonio García Ferreras.

## Biografia
El seu interès pel periodisme comença quan era petita i escoltava el programa de José María García amb el seu pare i germans. En un primer moment volia ser periodista esportiva. Va estudiar periodisme a la Universitat de Navarra.
Va començar treballant amb Antonio Herrero en els micròfons de la cadena Cope, al programa La Mañana. Més tard, i en la mateixa cadena, va treballar amb Luis Herrero i amb Federico Jiménez Losantos.
Durant els seus anys de facultat, va fer una entrevista per fer pràctiques amb Antonio García Ferreras, i, encara que finalment va recalar a la cadena Cope, no van perdre el contacte.
Així, el 2006 va abandonar la ràdio i va començar a formar part de l'equip de La Sexta Noticias, per a la secció de política i, en concret, des de 2008 cobrint la informació del PP.
Ha fet monòlegs en els sopars de l'Associació de Periodistes Parlamentaris en els anys 2012, 2013 i 2014.
Durant les vacances de la Setmana Santa de 2013, va tenir l'oportunitat d'estrenar-se com a presentadora del programa de televisió Al rojo vivo substituint Antonio García Ferreras. Des de llavors és l'encarregada de presentar-ho en la seva absència. García Ferreras era seguidor de Mourinho en la seva etapa com a entrenador del Reial Madrid, i, en considerar-se la segona de Ferreras del programa, va començar a usar el sobrenom "Karanka" en Twitter per anunciar les seves aparicions per substituint-ho.
Col·labora habitualment al programa La Sexta Noche des de 2013 en la secció d'entrevistes a persones rellevants del panorama polític.
El 3 d'abril de 2014 va sortir a la venda el seu primer llibre, Los años que vivimos PPeligrosamente, sobre les relacions del Partit Popular amb la premsa.
Des del 14 de juny de 2014, participa els dissabtes al programa de ràdio A vivir que son dos días, de la Cadena SER, amb la secció "Diccionario de conceptos políticos".
El 15 de setembre de 2014 estrena la secció "Liándola Pardo" a Al rojo vivo, secció en clau irònica sobre temes d'actualitat política, que s'emet quan Antonio García Ferreras condueix el programa, i que no té periodicitat fixa.
Durant la primera setmana del mes d'octubre de 2014, va formar part de l'equip que es va desplaçar a la Fundació Vicenç Ferrer, a Anantapur (Índia), amb motiu del programa especial que va fer Àngels Barceló a Hora 25, de la Cadena SER, sobre la situació de les dones en l'Índia.
Des de setembre de 2021 presenta el programa Más vale tarde, a La Sexta.